# Oligodon macrurus
Espèce
Synonymes
- Simotes violaceus macrurus Angel, 1927

Statut de conservation UICN

 DD  : Données insuffisantes
Oligodon macrurus est une espèce de serpent de la famille des Colubridae.

## Répartition
Cette espèce est endémique du Viêt Nam. Elle se rencontre dans les provinces de Ninh Thuận et Bình Thuận.

## Publication originale
- Angel, 1927 : Liste des reptiles et des batraciens rapportés d’Indo-Chine par M.P. Chevey. Description d’une variété nouvelle de Simotes violaceus Cantor. Bulletin du Muséum national d'histoire naturelle, vol. 33, p. 496-498.